# Julius Wilhelm Otto Richter
Julius Wilhelm Otto Richter, häufig nur J. W. Otto Richter, Pseudonym: Otto von Golmen, (* 19. Juni 1839 in Pretzsch (Elbe); † 21. November 1924) war ein deutscher Pädagoge. Als Gymnasiallehrer in Eisleben, Fürstenwalde, Wriezen und zuletzt in Berlin schrieb er zahlreiche Sachbücher für Schule und Haus und mehrere historische Romane.

## Werke
- Deutsche Dichter des Mittelalters im Kampfe für den Kaiser wider den Papst. Kay, Kassel 1873. (Digitalisat)
- Der geographische Unterricht besonders auf höheren Schulen. Bacmeister, Eisenach, 1875. (Digitalisat)
- Landschaftliche Charakterbilder der hervorragendsten Gegenden der Erde. Spamer, Leipzig/Berlin 1885. (Digitalisat)
- Wie Westpreußen an Polen fiel, eine Geschichte aus der Zeit des Verfalls des preußischen Ordensstaates, in: Geschichten aus der Zeit des preußischen Ordensstaates, Hannover 1893
- Der Retter der Marienburg. Eine Geschichte aus der Zeit der Kämpfe zwischen dem Deutschen Orden und Polen. Ost, Hannover 1893.
- Albrecht der Bär. 3 Bände. Jansa, Leipzig 1894.
- Unter dem Wittelsbacher und Waldemars Wiederkehr. Eine Berliner Geschichte aus der ersten Hälfte des 14. Jahrhunderts. Ost, Hannover 1895.
- Otto IV. mit dem Pfeile, Markgraf von Brandenburg. Ein Zeitbild aus der vaterländischen Geschichte. Ost, Hannover/Leipzig 1895.
- Waldemar der Große, Markgraf von Brandenburg. Ein Fürstenbild aus der vaterländischen Geschichte. Ost, Hannover 1895.
- Thilo von Wardenberg. Berliner Zeit- und Charaktergemälde aus der zweiten Hälfte des 14. Jahrhunderts. Verein der Bücherfreunde Schall & Grund, Berlin 1898. Digitalisierung: Zentral- und Landesbibliothek Berlin, 2020. URN urn:nbn:de:kobv:109-1-15418720
- Adam Krafft. Eine Erzählung aus dem Kunstleben Alt-Nürnbergs. Flemming, Glogau 1899.
- Hans Holbein der Jüngere. Eine altdeutsche Künstlergeschichte. Verein der Bücherfreunde, Berlin 1901.
- Berlin-Kölln, Zeit- und Kulturbilder aus der ältesten Geschichte der Reichshauptstadt und des märkischen Landes. Costenoble, Berlin/Jena 1902.
- Wismar, Rostock und Stralsund im Kampfe mit den Dänenkönige Erich Menved und seinen Verbündeten (1310-1317), eine geschichtliche Erzählung aus dem Leben des deutschen Volkes zur See für Jugend und Volk. Geibel, Altenburg 1904.
- Sr. Maj. Kanonenboot Iltis im Auslandsdienste bis zum Untergange in Kampf und Sieg. Geibel, Altenburg 1905.
- Wie Samoa gewonnen ward. Rückblick auf eine zwanzigjährige Zeit voller Sorgen, Kämpfe und Opfer.,´Geibel, Altenburg 1907.
- Sagenschatz aus dem mittleren Norddeutschland. Eine Auswahl der schönsten Sagen aus der Provinz Hessen-Nassau, Thüringen, dem Harz und seiner Umgebung, Mecklenburg und den Hansestädten Lübeck und Hamburg. Mit 8 Abb. Flemming, Glogau (Vorwort von 1900)